# Micha’el Ben-Ari
Micha’el Ben Ari (hebr. מיכאל בן ארי, ur. 12 listopada 1963 w Kefar Szalem, na przedmieściach Tel Awiwu) – izraelski polityk, parlamentarzysta, działacz społeczny, publicysta, historyk i naukowiec.

## Życiorys
Urodził się i dorastał w Kefar Szalem na południu Tel Awiwu. Uczył się w narodowo-religijnej jesziwie Merkaz ha-Raw, jesziwie Drachej Noam w Newe Ganim, a także jesziwie Giwat Szmuel należącej do ruchu Bene Akiwa. Posiada bakalaureat z pedagogiki, magisterium studiów nad Talmudem oraz stopień naukowy doktora nauk nad Ziemią Izraela i archeologią, wszystkie uzyskane na Uniwersytecie Bar-Ilana. Oprócz tego specjalizuje się w historii żydowskiej, a w szczególności w okresie wojny żydowskiej z lat 66–73 n.e. i historią Wzgórza Świątynnego. W latach 1982–1986 odbywał służbę wojskową w ramach programu jesziwat hesder. Mieszka w Karne Szomeron. Jest żonaty i ma dziewięcioro dzieci.

### Kariera polityczna
Uważany jest za kontynuatora myśli i ideologii rabina Me’ira Kahane. Określany jest nawet mianem jego ucznia. Pierwszy raz startował do Knesetu z listy Herut – Ruch Narodowy w 2003 roku, bez powodzenia.
W wyborach z 2006 roku również nie został wybrany do Knesetu. Dopiero w wyborach w 2009 roku udało się mu dostać do Knesetu, reprezentując Erec Jisra’el Szelanu z listy Unii Narodowej. W trakcie kadencji Ben Ari uznał, że izraelska prawica ideologicznie skręciła w lewo i zbyt mocno poddała się Palestyńczykom. Wraz Arje Eldadem postanowił w 2012 roku założyć nową partię, którą nazwali Siła Izraela (Ocma le-Jisra’el), z czasem partia zmieniła nazwę na Żydowska Siła (Ocma Jehudit). Obaj uznali, że premier Binjamin Netanjahu swoją polityką wobec osadników dzieli naród. Wyrazili sprzeciw wobec reakcji rządu na rozwój nielegalnych miejscowości arabskich w Galilei i na Negewie. W 2013 roku Ben Ari wywołał kontrowersje decyzją o zorganizowaniu marszu polityków partii i jej zwolenników do arabskich wsi w Wadi Ara. Był to jego plan zwrócenia uwagi Izraelczyków na problem nielegalnego rozwoju wsi zamieszkiwanych przez Arabów. Ben Ari powiedział, iż rodzi to poważny problem, który przejawia się powstawaniem enklaw wewnątrz Izraela. Mimo kontrowersji policja wydała pozwolenie politykowi na przeprowadzenie marszu. W wyborach w 2013 roku partia Ben Ariego nie weszła do Knesetu, zdobywając 1,8%. Mimo to polityk zapowiedział walkę o Izrael poza Knesetem. Obiecał, że skupi się na problemie arabskiego terroryzmu, braku lojalności wśród izraelskich Arabów i na wzmacnianiu żydowskiej tożsamości.
Przed wyborami w 2015 roku postanowił podjąć rozmowy na temat wspólnej listy z Elim Jiszajem i rabinem Me’irem Mazuzem. W związku z wewnętrznymi protestami w partii Jiszaja – Jachad – przeciwko sojuszowi z kahanistami Ben-Ari musiał ustąpić wobec ich żądań. Zgodzono się, że jedynym przedstawicielem Żydowskiej Siły będzie Baruch Marzel. Ben Ari zrezygnował ze swojej kandydatury. Uznał jednak, iż osoba Marzela będzie najodpowiedniejszą kandydaturą do Knesetu. Dodatkowo wszyscy członkowie Żydowskiej Siły musieli zobowiązać się do nieodwiedzania Wzgórza Świątynnego w trakcie kampanii, aby nie budzić kontrowersji. Wspólna lista otrzymała 3% głosów i nie weszła do Knesetu.
Przed wyborami w kwietniu 2019 roku pojawiła się presja budowania wspólnych list w celu zwiększenia szans dostania się do Knesetu oraz ułatwienia budowania przyszłej koalicji rządzącej. Unia Narodowa wraz z Żydowskim Domem podjęły rozmowy z Żydowską Siłą. Przez długi czas trwał spór wokół tego, które miejsce otrzymają politycy Żydowskiej Siły. Ben-Ari podejrzewał także, że Becalel Smotricz i Rafi Perec chcą wspólnej listy wyłącznie po to, żeby zdobyć więcej głosów, ale nie chcą wprowadzać jego polityków do Knesetu. Ostatecznie, miejsca 5. i 7. na wspólnej liście Unii Partii Prawicowych zostały zarezerwowane dla Ben-Ariego i Itamara Ben-Gewira. Start Żydowskiej Siły, a w szczególności osoba Ben Ariego, wzbudziły liczne protesty w Izraelu przeciwko ich kandydaturze. Prokurator Generalny poprosił Sąd Najwyższy Izraela, aby ten orzekł o legalności kandydatury Ben Ariego. Należy wspomnieć, że wcześniej izraelska Komisja Wyborcza zaakceptowała start Żydowskiej Siły w wyborach. Decyzją 8 do 1 Sąd Najwyższy zablokował start lidera Ocmy Jehudit do Knesetu, powołując się na jego rasizm wobec społeczności arabskiej.

## Poglądy polityczne
Od początku swojej działalność politycznej podkreśla, że społeczność izraelskich Arabów powinna przestrzegać izraelskiego prawa i być wierna państwu. Dopiero wtedy powinna otrzymać prawa i przywileje. Polityk twierdzi, że społeczność ta jest winna lojalności Izraelowi i nie powinna wspierać terroryzmu. W 2012 roku Ben Ari z Marzelem zorganizowali protest przed domem arabskiej parlamentarzystki z Nazaretu Hanin Zubi. Chcieli zaprotestować przeciwko oskarżeniom, jakie wysuwała Zubi wobec armii izraelskiej i domagali się usunięcia partii Balad z Knesetu. 15 stycznia 2013 roku Ben Ari wraz Itamarem Ben-Gwirem i działaczami Ocma le-Israel przeprowadzili demonstrację w arabskiej wsi Musmus. Polityk przekonywał, że miejscowości z Wadi Ara są najlepszym przykładem na brak reakcji państwa na rozwój nielegalnego osadnictwa arabskiego na terenie Izraela. Ben Ari uznał, iż Arabowie dążą do powstania enklaw, które będą rządziły się własnymi prawami. Postulat równych praw i obowiązków jest stałym elementem wypowiedzi Ben Ariego. Jak sam twierdził, są to poglądy antyrasistowskie, ponieważ od każdej osoby, niezależnie od koloru skóry i pochodzenia etnicznego, powinno wymagać się tego samego.
Polityk sprzeciwia się także nielegalnej imigracji do Izraela z państw afrykańskich. W 2011 roku postanowił wykorzystać sudańskich pracowników z południa Tel Awiwu do zwrócenia uwagi na ten problem. Wraz z grupą 40 Sudańczyków Ben Ari i Ben-Gwir weszli na teren jednego z miejskich basenów mimo protestów ochrony i ludzi korzystających. Politycy uznali, że to nic złego, kiedy ktoś chce skorzystać z luksusów Tel Awiwu. Miało to na celu ukazanie hipokryzji, kiedy mieszkańcy Tel Awiwu mówią o prawach człowieka i popierają przyjmowanie imigrantów, odmawiając im jednocześnie dostępu do basenu lub nie chcąc mieszkać w dzielnicach zamieszkałych przez Afrykańczyków. Ben Ari uświadamiał opinię publiczną w Izraelu o tym, że policja, rząd ani władze miejskie nie są w stanie przeciwstawić się łamaniu prawa przez imigrantów.
Ben Ari zasłynął także z kampanii przeciwko używaniu głośników do przeprowadzania muzułmańskich modlitw. W tym celu na przedmieściach Tel Awiwu z samego rana wraz z aktywistami Ocmy użył głośników do przeprowadzenia symulacji wezwania do modlitwy. Jak sam stwierdził, wielu mieszkańców osiedli żydowskich i miast w Izraelu musi się codziennie rano budzić z tego powodu, nawet w szabat. Jak stwierdzili organizatorzy tego wydarzenia, chcieli przybliżyć mieszkańców Tel Awiwu do realiów życia Żydów.
Micha’el Ben Ari sprzeciwia się powstaniu państwa palestyńskiego lub jakiejkolwiek formie autonomii palestyńskiej. W 2014 roku wraz z Marzelem przeprowadzał referendum w Tel Awiwie na temat tego, kto miał rację Icchak Rabin, czy Me’ir Kahane. Politycy próbowali przekonać ludzi, że każde ustępstwo wobec Palestyńczyków wymusi kolejne ustępstwa, każde wycofanie osiedli będzie wiązać się z kolejnym. Lider Żydowskiej Siły uznał takie referendum za element demokracji i każdy obywatel ma prawo wypowiedzieć się, kto miał rację, Rabin czy Kahane. Ben Ari uznał, że to nie jest przestępstwo powiedzieć, iż Kahane miał rację, a jego pomysły na rozwiązanie konfliktu mogą poprawić życie w Izraelu. Ze względu na powiązania z Kahane, prośba Ben Ariego o amerykańską wizę została odrzucona w 2012 roku. W tym samym roku wraz z Arje Eldadem spalił palestyńskie flagi na znak protestu wobec decyzji ONZ, która uznała Palestynę za niepaństwowego obserwatora.
W 2009 roku został aresztowany za zablokowanie drogi wojskowej ciężarówce wiozącej zatrzymanych nieletnich osadników z osiedla Jichar po proteście. Aresztowania dokonano pomimo poselskiego immunitetu.
Polityk jest też znany z jastrzębich poglądów w kwestiach bezpieczeństwa. Nawołuje do zdecydowanych akcji armii izraelskiej, bezprecedensowych odpowiedzi na ataki rakietowe. Krytykuje także organizacje pozarządowe zwracające uwagę na łamanie praw człowieka przez wojsko na terenie Zachodniego Brzegu i w trakcie konfliktów zbrojnych. Ben Ari uznaje, że nie tylko Palestyńczycy, ale także izraelskie środowiska lewicowe dążą do zniszczenia Izraela.